# Dolph Camilli
Adolph Louis Camilli (ur. 23 kwietnia 1907, zm. 22 października 1997) – amerykański baseballista, który występował na pozycji pierwszobazowego przez 12 sezonów w Major League Baseball.
Camilli dwukrotnie zagrał w Meczu Gwiazd (w 1939 i 1941). W sezonie 1941 zwyciężył w National League w klasyfikacji pod względem liczby zdobytych home runów (34) i zaliczonych RBI (120), a także został wybrany najbardziej wartościowym zawodnikiem.